# Coenraad Jacob Temminck
Coenraad Jacob Temminck (n. 31 martie 1778 – d. 30 ianuarie 1858) a fost un aristocrat și zoolog neerlandez.
Temminck a fost primul director de la Rijksmuseum van Natuurlijke Historie (Muzeul de Istorie Naturală din Leiden) din anul 1820 și până când a decedat. Lucrarea sa, Manuel d'ornithologie, ou Tableau systématique des oiseaux qui se trouvent en Europe (1815), a fost lucrarea standard pentru păsările din Europa pentru mulți ani. Acesta a moștenit o colecție mare de exemplare de păsări de la tatăl său. În 1831, a fost ales membru străin la Academia Regală de Științe din Suedia.
A fost și autorul Histoire naturelle générale des Pigeons et des Gallinacées (1813–1817), Nouveau Recueil de Planches coloriées d'Oiseaux (1820–1839) și a contribuit la secțiunea despre mamifere din cadrul lucrării Fauna japonica (1844–1850) a lui Philipp Franz von Siebold.